# Siphonops paulensis
Siphonops paulensis é uma espécie de anfíbio da família Caeciliidae.
Pode ser encontrada nos seguintes países: Argentina, Bolívia, Brasil e Paraguai.